# Šešupė
La Šešupė  (en polonais : Szeszupa ; en russe : Шешупе, Chéchoupé ; en allemand : Scheschup(p)e) est une rivière transfrontalière d'Europe du Nord, affluent du Niémen qui coule en Pologne (27 km), en Lituanie (158 km) et en Russie (62 km).

## Géographie
La rivière prend sa source dans le village de Šešupka, près de Suwałki, dans le nord-est de la Pologne, sur les Croupes lacustres de la Baltique. 
Au début, il s'écoule dans une vallée profonde au nord-est dans les hautes terres à travers la Pologne (27 km), puis sur 158 km à travers la Lituanie. 
Au début, il coule vers le nord-est sur le territoire de la municipalité de Kalvarija, de Želsva (Municipalité de Marijampolė), il tourne vers le nord puis à partir de Gavaltuva il tourne vers l'ouest et traverse principalement la Municipalité du district de Vilkaviškis et la Municipalité du district de Šakiai.
Au-delà de la ville de Kudirka, Naumiestis se tourne vers le nord-ouest et sur 51 kilomètres de son cours, la rivière matérialise la frontière entre l'enclave russe de l'oblast de Kaliningrad et la frontière entre la Lituanie et la Russie sur 51 km. 
Puis la rivière s'écoule sur le territoire de la Russie (62 km). 
Elle se jette dans le Niémen à 85 km de son embouchure, à l'est de Ragaina, près du village de Lugovojė.
La vallée fluviale a une largeur de 0,3 à 0,7 km et est peu profonde. La largeur de son lit dans le cours supérieur est d'environ 20 m, puis de 25 à 40 m. La profondeur typique du lit est de 1,5 m.

## Galerie

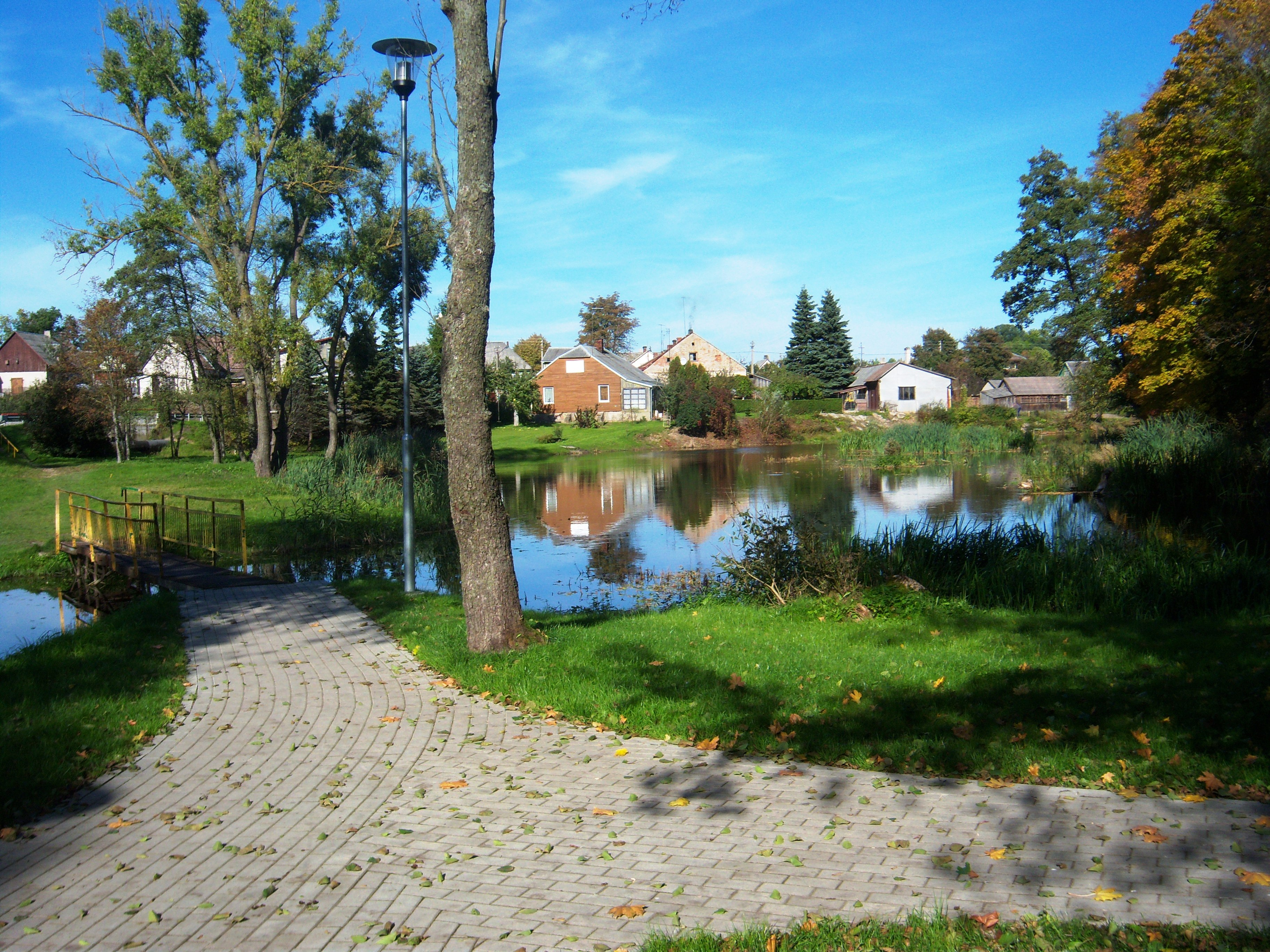
Liudvinavas.
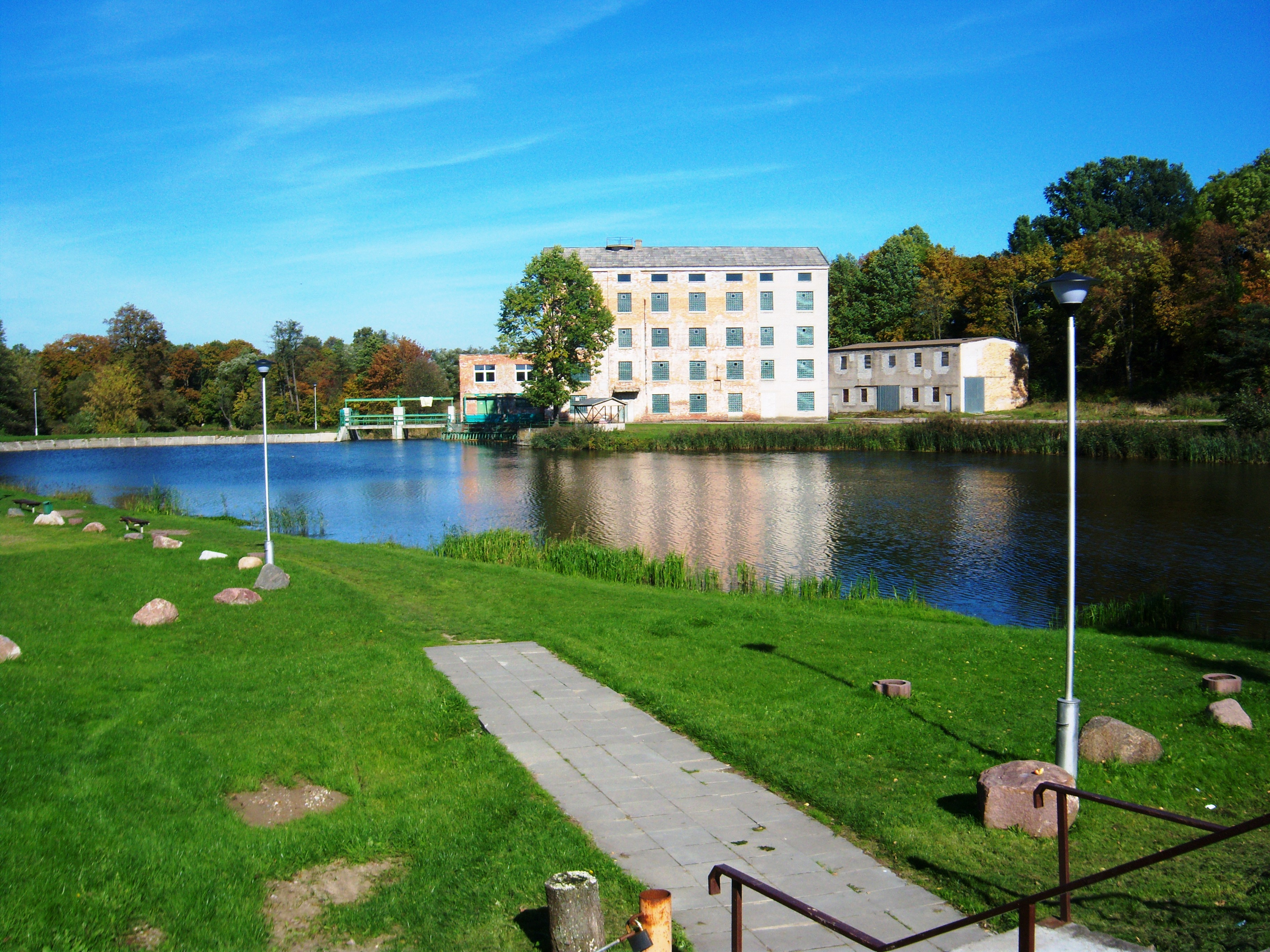
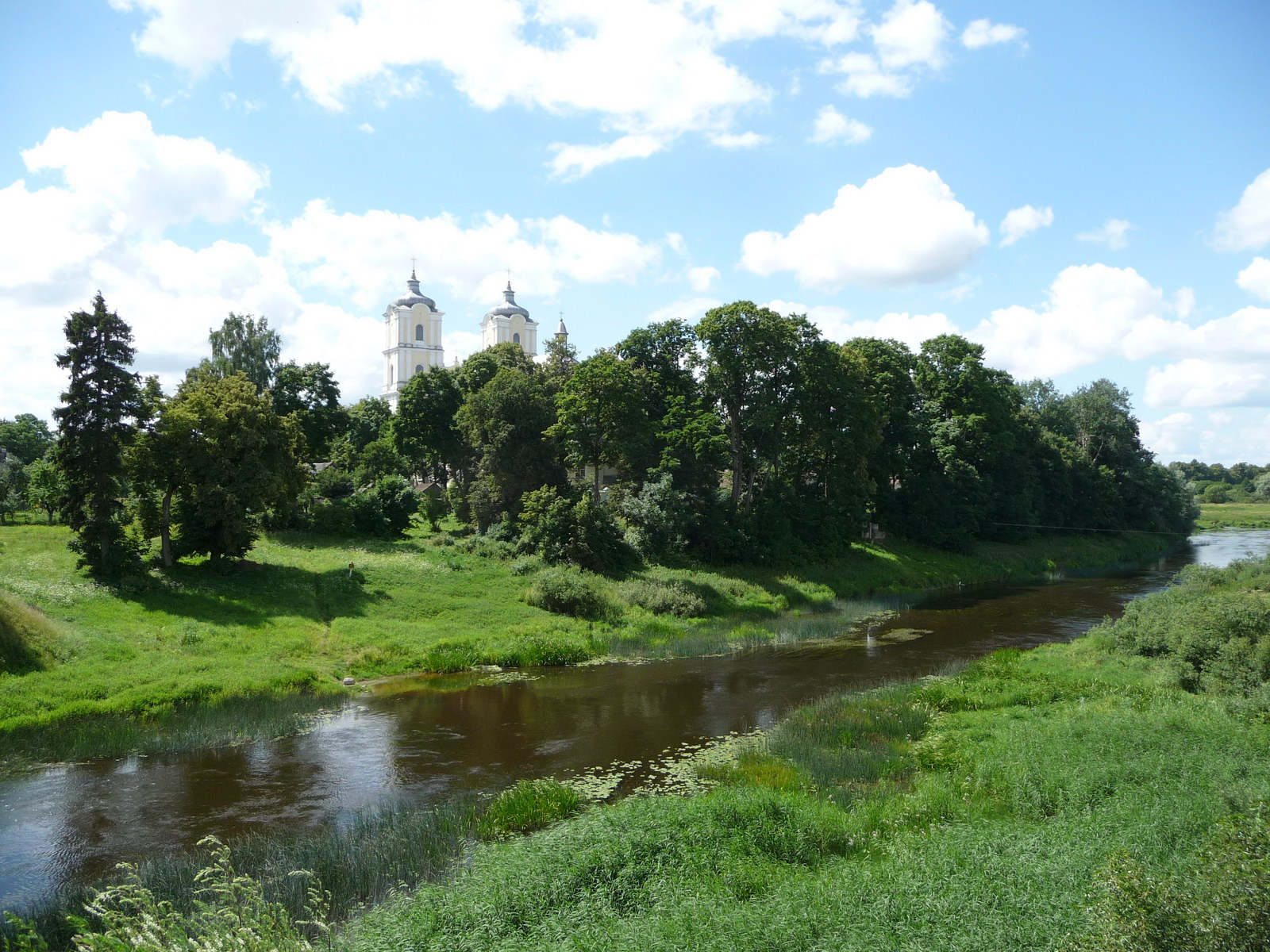
Kudirkos Naumiestis.
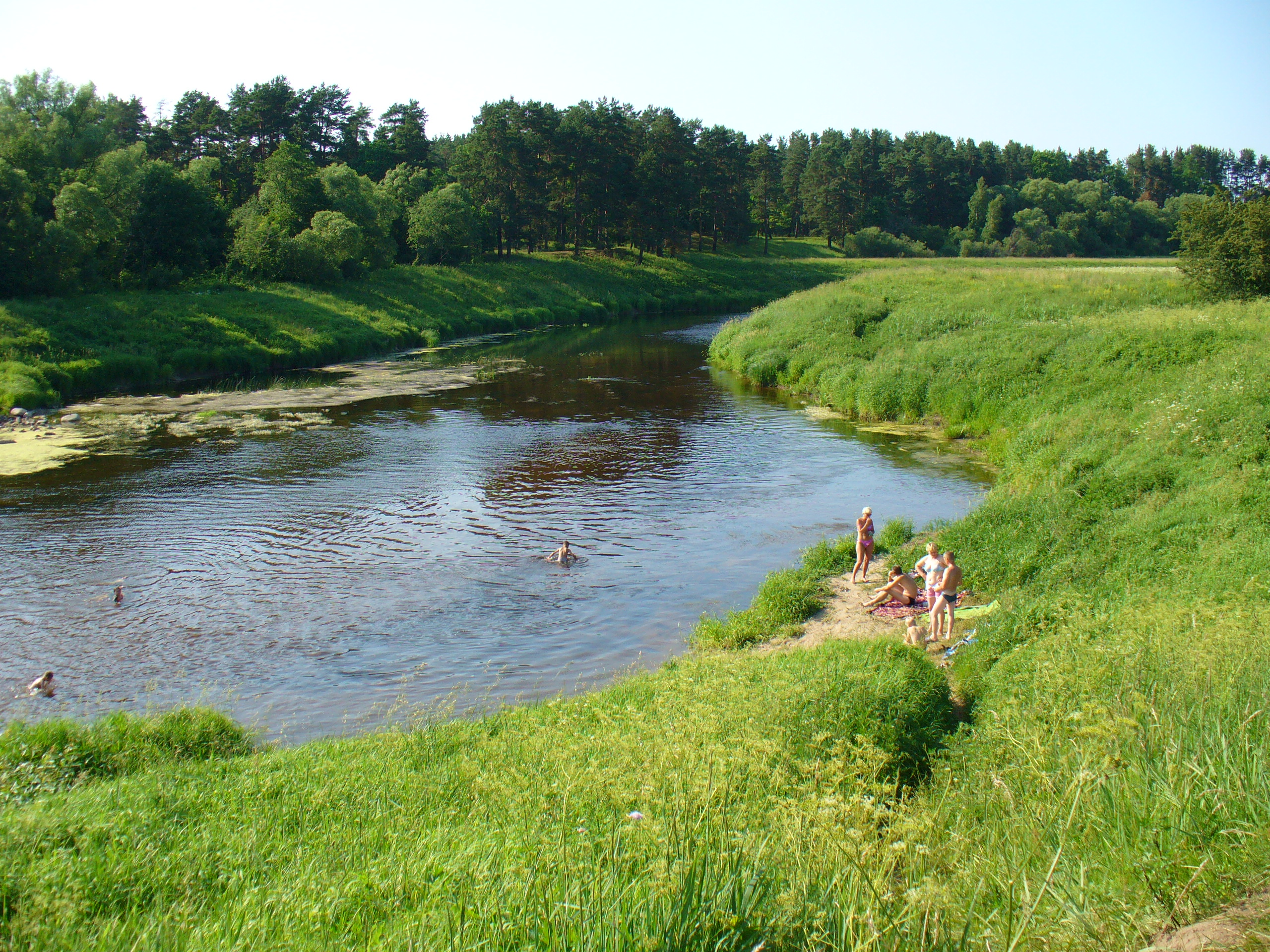